# Randolph (condado de Orange)
Randolph es un lugar designado por el censo ubicado en el condado de Orange en el estado estadounidense de Vermont. En el año 2010 tenía una población de 1,974 habitantes.

## Geografía
Randolph se encuentra ubicado en las coordenadas 43°55′47″N 72°40′36″O / 43.92972, -72.67667.